# Street Horrrsing
| Recensione   | Giudizio |
| ------------ | -------- |
| AllMusic     |          |
| Sputnikmusic |          |
| Ondarock     | 6.5/10   |

Street Horrrsing è l'album di debutto del gruppo musicale sperimentale inglese Fuck Buttons, pubblicato il 17 Marzo 2008. È stato prodotto dal chitarrista dei Mogwai, John Cummings. Il primo singolo estratto dall'album è stato "Bright Tomorrow", il secondo "Colours Move".

## Tracce
1. Sweet Love for Planet Earth – 9:40
2. Ribs Out – 3:57
3. Okay, Let's Talk About Magic – 10:08
4. Race You To My Bedroom – 9:18
5. Bright Tomorrow – 7:41
6. Colours Move – 8:54